# Чемпіонат світу з легкої атлетики 2017 — естафетний біг 4×100 метрів (чоловіки)

Фінальний забіг

Змагання з естафетного бігу 4×100 метрів серед чоловіків на Чемпіонаті світу з легкої атлетики 2017 у Лондоні проходили 12 серпня на Олімпійському стадіоні.

## Рекорди
На початок змагань основні рекордні результати були такими:
| WR | Ямайка (Неста Картер, Майкл Фрейтер, Йоган Блейк, Усейн Болт)                    | 36,84 | Лондон Велика Британія | 12 серпня 2012 |
| CR | Ямайка (Неста Картер, Майкл Фрейтер, Йоган Блейк, Усейн Болт)                    | 37,04 | Тегу Південна Корея    | 4 вересня 2011 |
| WL | Велика Британія (Чиджинду Уджа, Жарнел Г'юз, Денієл Телбот, Гаррі Айкінс-Айїтей) | 38,08 | Лілль Франція          | 24 червня 2017 |

Під час змагань були показані наступні рекордні результати:
| WL    | США · (Майкл Роджерс, Джастін Гетлін, Біджей Лі, Крістіан Коулмен)                     | 37,70 | Лондон Велика Британія | 12 серпня 2017 |
| WL AR | Велика Британія · (Чиджинду Уджа, Адам Джемілі, Денієл Телбот, Нетаніел Мітчелл-Блейк) | 37,47 | Лондон Велика Британія | 12 серпня 2017 |

## Розклад
| Дата           | Час початку | Стадія |
| -------------- | ----------- | ------ |
| 12 серпня 2017 | 10:55       | Забіги |
| 12 серпня 2017 | 21:50       | Фінал  |

Вказаний місцевий час (UTC+0)

## Результати

### Забіги
Умови кваліфікації до наступного раунду: перші три з кожного забігу (Q) та два найшвидших за часом з тих, які посіли у забігах місця, починаючи з четвертого (q).
Забіг 1
| Місце | Команда           | Атлети                                                                 | Час   | Примітки |
| ----- | ----------------- | ---------------------------------------------------------------------- | ----- | -------- |
| 1     | США               | Майкл Роджерс, Джастін Гетлін, Біджей Лі, Крістіан Коулмен             | 37,70 | Q, WL    |
| 2     | Велика Британія   | Чиджинду Уджа, Адам Джемілі, Денієл Телбот, Нетаніел Мітчелл-Блейк     | 37,76 | Q, SB    |
| 3     | Японія            | Тада Сюхей, Ійдзука Сьота, Кірю Йосіхіде, Асука Кембрідж               | 38,21 | Q, SB    |
| 4     | Туреччина         | Їгіткан Хекімоглу, Жак Алі Гарві, Емре Зафер Барнз, Раміль Гулієв      | 38,44 | q, SB    |
| 5     | Тринідад і Тобаго | Кестон Бледмен, Кайл Гро, Моріба Морейн, Еммануель Коллендер           | 38,61 | SB       |
| 6     | Нідерланди        | Джованні Кодрінгтон, Генслі Пауліна, Лімарвін Боневасія, Таймір Бернет | 38,66 | SB       |
| 7     | Австралія         | Тре Вільямс, Том Гембл, Ніколас Ендрюс, Роан Браунінг                  | 38,88 | SB       |
| 8     | Барбадос          | Леві Кадоган, Рамон Гіттенс, Шейн Брейтуейт, Маріо Бьорк               | 39,19 |          |

Забіг 2
| Місце | Команда           | Атлети                                                          | Час   | Примітки  |
| ----- | ----------------- | --------------------------------------------------------------- | ----- | --------- |
| 1     | Ямайка            | Тайквендо Трейсі, Джуліан Форте, Майкл Кемпбелл, Усейн Болт     | 37,95 | Q, SB     |
| 2     | Франція           | Стюарт Дютамбі, Джиммі Віко, Мікаель-Меба Зезе, Крістоф Леметр  | 38,03 | Q, SB     |
| 3     | Китай             | У Чжицян, Се Чженьє, Су Бінтянь, Чжан Пеймен                    | 38,20 | Q         |
| 4     | Канада            | Гейвін Смеллі, Арон Браун, Брендон Родні, Моболаде Аджомале     | 38,48 | q         |
| 5     | Німеччина         | Джуліан Ройс, Роберг Герінг, Рой Шмідт, Робін Ерева             | 38,66 |           |
| 6     | Куба              | Харлін Перез, Роберто Скайєрс, Яніель Карреро, Хосе Луїс Гаспар | 39,01 | SB        |
|       | Багамські Острови | Воррен Фрейзер, Шавез Харт, Шон Стюарт, Терей Сміт              | DQ    | R163.3(а) |
|       | Антигуа і Барбуда |                                                                 | DNS   |           |

### Фінал
| Місце | Команда         | Атлети                                                             | Час   | Примітки |
| ----- | --------------- | ------------------------------------------------------------------ | ----- | -------- |
| 1     | Велика Британія | Чиджинду Уджа, Адам Джемілі, Денієл Телбот, Нетаніел Мітчелл-Блейк | 37,47 | WL, AR   |
| 2     | США             | Майкл Роджерс, Джастін Гетлін, Джейлен Бейкон, Крістіан Коулмен    | 37,52 | SB       |
| 3     | Японія          | Тада Сюхей, Ійдзука Сьота, Кірю Йосіхіде, Кендзі Фудзіміцу         | 38,04 | SB       |
| 4     | Китай           | У Чжицян, Се Чженьє, Су Бінтянь, Чжан Пеймен                       | 38,34 |          |
| 5     | Франція         | Стюарт Дютамбі, Джиммі Віко, Мікаель-Меба Зезе, Крістоф Леметр     | 38,48 |          |
| 6     | Канада          | Гейвін Смеллі, Арон Браун, Брендон Родні, Моболаде Аджомале        | 38,59 |          |
| 7     | Туреччина       | Їгіткан Хекімоглу, Жак Алі Гарві, Емре Зафер Барнз, Раміль Гулієв  | 38,73 |          |
|       | Ямайка          | Тайквендо Трейсі, Джуліан Форте, Майкл Кемпбелл, Усейн Болт        | DNF   |          |